# دانيال فرانك (لاعب هوكي الجليد)
دانيال فرانك (بالإيطالية: Daniel Frank)‏ هو لاعب هوكي الجليد إيطالي، ولد في 21 مارس 1994 في ميرانو في إيطاليا.

## وصلات خارجية
- دانيال فرانك على موقع EliteProspects.com (الإنجليزية)
- دانيال فرانك على موقع HockeyDB.com (الإنجليزية)